# حسن موسى خان
حسن موسى خان (بالإنجليزية: Hassan Musa Khan)‏ هو كاتب أسترالي، (و. 1863 – 1939 م).
كان خان بائعًا للكتب في بيرث بين عامي 1904 و1906. وفي عام 1904 أسس مسجد بيرث، وعاش في كالغورلي في عام 1921 وفي أديلايد بجنوب أستراليا في عام 1932. سافر إلى دلهي في الهند بين عامي 1911 و1914. ووهب كتبه لمكتبة باتي في بيرث.